# Сноу, Тиффани
Тиффани Сноу (англ. Tiffany Snow; род. 2 декабря 1981, Эскондидо, Калифорния) — американская хоккеистка на траве, нападающий. Участница летних Олимпийских игр 2008 года, серебряный призёр Панамериканского чемпионата 2009 года, серебряный призёр Панамериканских игр 2007 года.

## Биография
Тиффани Сноу родилась 2 декабря 1981 года в американском городе Эскондидо.
Окончила среднюю школу Сан-Паскуаль. Училась в университете Олд Доминион в Норфолке, который окончила в 2003 году по специальности «физическое воспитание». Играла в хоккей на траве за его команду «Олд Доминион Монаркс».
В 2002 году получила премию «Хонда» лучшей хоккеистке на траве США.
В 2006 году в составе женской сборной США участвовала в чемпионате мира в Мадриде, где американки заняли 6-е место. Забила 1 мяч.
В 2007 году завоевала серебряную медаль хоккейного турнира Панамериканских игр в Рио-де-Жанейро.
В 2008 году вошла в состав женской сборной США по хоккею на траве на летних Олимпийских играх в Пекине, занявшей 8-е место. Играла на позиции нападающего, провела 6 матчей, забила 1 мяч в ворота сборной Германии.
В 2009 году завоевала серебряную медаль Панамериканского чемпионата в Гамильтоне.
Работает тренером.

## Семья
Замужем, есть трое детей.